# Aglomeração de Quebec
A Aglomeração de Quebec é uma região equivalente a uma regionalidade municipal situada na região de Capitale-Nationale na província canadense de Quebec. Com uma área de mais de quinhentos quilómetros quadrados, tem, segundo dados de 2006, uma população de cerca de quinhentos e trinta mil pessoas sendo comandada pela cidade de Quebec. Foi formalmente criada em 1 de janeiro de 2006, sendo composta por 3 cidades.

## Cidades
- Quebec (capital)
- L'Ancienne-Lorette
- Saint-Augustin-de-Desmaures